# Senedj
Senedj (även Sened) var en farao under Egyptens andra dynasti i fördynastisk tid som regerade omkring 2790 f. Kr.
Senedj tillhör de mest omdiskuterade kungarna av andra dynastin eftersom hans namn är bättre känt från sentiden än från sin egen tid. Att identifiera och placera honom är inte helt enkelt. Senare kungalistor sätter honom som efterträdare till Wenegnebti. De eventuella efterträdarna till Senedj däremot innebär inkonsekvenser och motsägelser.

## Namn och identitet
"Sened" står som den femte faraonen av andra dynastin i alla kända kungalistor. Listorna är också eniga om hans företrädare Wenegnebti. Som efterträdare till Senedj uppger Sakkaratabletten Neferkare, Neferkasokar och Hudjefa medan Turinpapyrusen uppger Aaka, Neferkasokar och Bebeti (Khasekhemwy). Abydoslistan utelämnar dessa och namnger endast Djadjai (Khasekhemwy). 
Senedjs horusnamn är okänt och många teorier och försök till identifiering med hjälp av arkeologiska fynd har gjorts. Vissa egyptologer är övertygade att Senedj är identisk med Peribsen. Detta påstående motsägs dock av att Seneds kallades den fruktade kungen av Nedre Egypten och Peribsen härskade endast i Övre Egypten. Dessutom visar inskriptioner på en falsk dörr i den höga ämbetsmannen Skeris grav i Sakkara Senedjs och Peribsens namn uttryckligen åtskilda.
Det diskuteras även om Senedj skulle kunna vara kungen med horusnamnet Sa.

## Regeringstid
Det är okänt hur länge Senedj regerade. De enda källorna med information är Turinpapyrusen som tilldelar honom över 70 år, och Manetho som kallade honom Sethenes nämner 41 år. Egyptologer tvivlar på båda och talar istället om en trolig regeringslängd på omkring 26 år.
Senedj kan även ha regerat samtidigt som Peribsen och Sekhemib. Troligen inträffade en delning av riket efter Ninetjers död. Efter en flerårig torka delade han upp landet mellan sina arvingar för att motverka ekonomiska konflikter.
Det är oklart exakt när den politiska splittringen inträffade eftersom Senedj och hans företrädare Wadjnes nämns vid namn i både de Memfiska och Thiniska kungalistorna. Det innebär att de härskade båda över ett Egypten. Alltså delades landet först under Senedjs tid i två delar. Övre Egypten behärskades av Peribsen och Sekhemib och Nedre Egypten av Neferkare/Aaka och Neferkasokar. Riket enades igen under Khasekhemwy.

## Grav
Senedj begravdes troligen i Sakkara, möjligtvis i vid Djoser-komplexet men graven har inte definitivt identifierats än.

## Titulatur
1. ↑  På en inskription från Giza
2. ↑  På en bronsstaty från 26:e dynastin
3. ↑  Alan H. Gardiner: The royal canon of Turin. Bild I.
4. ↑  Regerade enligt Africanus i 41 år.

| Företrädare Wenegnebti | Kung av Egypten 2:a dynastin | Efterträdare Sekhemib |